# Scrancia amata
Scrancia amata är en fjärilsart som beskrevs av Fawcett 1916. Scrancia amata ingår i släktet Scrancia och familjen tandspinnare. Inga underarter finns listade.